# Crítica bungeana a la economía neoclásica
La economía ortodoxa ha sido cuestionada desde distintos ámbitos y desde distintas disciplinas. Este artículo contiene los fundamentos del filósofo argentino Mario Bunge en su contra.

## Introducción
Bunge expresa que es improbable que estudiantes de económicas y gestión empresarial usen la microeconomía neoclásica para abordar algún problema económico en la vida real y opina que "el hecho de que la teoría haya permanecido intacta durante más de un siglo, pese al significativo progreso de otras ramas de la ciencia social, constituye un claro indicador de que es pseudocientífica".

## Carácter pseudocientífico de la economía ortodoxa
Para Bunge la microeconomía neoclásica como economía ortodoxa es pseudocientífica y conceptualmente difusa e inmune  a la falsación empírica, además considera que al estar formulada en términos matemáticos y rigurosos la teoría de enfoque neoclásico posee una "brillante apariencia científica".
Sin embargo no estudia sistemas económicos reales, ignora la historia y todas las restricciones macrosociales y no se preocupa por el medio ambiente o las generaciones por venir. Asimismo no da cuenta de la formación de los precios o el dinero, no explica la inflación o la estanflación, no predice de manera exacta las expansiones y contracciones económicas e ignora fuerzas como sindicatos, monopolios, empresas multinacionales, el Estado omnipresente y la clase dirigente militar.

laissez faire no es un lema ideológico aislado: se trata de la consecuencia lógica de dos dogmas que se mantienen de forma acrítica, pese a los cambios en la realidad económica desde que Adam Smith (1776) publicó su gran obra. Estos dogmas son los principios de que a) el único objetivo de la actividad económica es el beneficio privado; y b) el mercado libre (no regulado) se autorregula, es decir, está siempre en equilibrio o cerca del mismo, por lo que, sin duda, toda intervención tendrá en él un efecto perjudicial.
Mario Bunge

## Argumentos filosóficos
El análisis filosófico de Bunge, y por tanto la crítica, a la economía ortodoxa se centra en la exposición de principios filosóficos tácitos sobre los que descansa: una ontología individualista (la tesis de que sólo los individuos existen y que las entidades colectivas - tales como las naciones - son ficciones de la imaginación), una gnoseología acientífica y una ética individualista (ligado a una consigna egoísta: todos para sí). Asimismo de presuposiciones que la apoyan y que no han sido sometidos a comprobaciones empíricas por haberse tenido por obvios, las cuales son:
- Todos los recursos naturales son inagotables o reemplazables.
- Todos los seres humanos son básicamente egoístas.
- Todos los seres humanos son económicamente racionales.
- Toda acción económica tiene una utilidad precisa.
- Todos los individuos y todas las empresas intentan maximizar sus utilidades esperadas
- La propiedad privada es o debe ser tanto ilimitada como inviolable
- Todos los medios de producción, comercio, transporte, comunicación y finanzas deben estar en manos privadas.
- Economía=mercado=capitalismo
- Los mercados libres son autosuficientes y se autorregulan
- Los precios suben y bajan con la demanda en un mercado libre
- Todo mercado libre está en equilibrio o cercano a él
- El mejor orden social es el que dispone del mercado más libre
- El mejor mercado es el que puede crecer sin límites
- Los hombres de negocios no tienen obligaciones morales
- Le corresponde al Estado proteger los intereses privados.

## Aclaraciones
Algunos autores han criticado la descripción que Bunge hace de la economía neoclásica. Tomando uno de los supuestos mencionados arriba, Bunge critica que la teoría de la elección racional asume que los agentes son egoístas, pero esto no es cierto pues economistas neoclásicos como Gary Becker asumen explícitamente altruismo en sus modelos y consideran que es una parte importante de la economía. Más concretamente, si {\displaystyle U_{1}} y {\displaystyle U_{2}} son las funciones de utilidad de dos agentes, el altruismo se puede modelar como:
{\displaystyle U_{1}=U(x_{1},\ldots ,x_{n},\psi (U_{2}))~~/~~{\dfrac {\partial U_{1}}{\partial U_{2}}}>0}.

Luego, el altruismo no es necesariamente incompatible con la teoría de elección racional. Becker concluye:
...altruism is much more important in economic life than is commonly understood.
Del mismo modo, autores desde la psicología critican que se asuma que en la teoría de la elección racional maximizar la utilidad equivale a egoísmo. No se hace ningún supuesto de egoísmo cuando se define el conjunto de alternativas, la relación de preferencias o sus propiedades. Por ejemplo, Keith Stanovich (uno de los mayores expertos en racionalidad desde el ámbito de la psicología) dice:
Decision theory is actually neutral on what a want or desire can be. It is the public that tends to emphasize money or material wealth, not decision theorists. Decision and rational choice theorists are perfectly happy to call the nonmaterial goal of seeking social prestige a desire with a utility value. Nor does every goal need to reflect strict self-interest in a narrow sense to have utility value. Thus we can have as our goal that other people achieve their goals, and that goal can have utility value for us. Many goals that motivate people are neither self-interested nor material, such as preserving the environment for posterity.
Es decir, también desde las ciencias cognitivas o psicología se critica que el supuesto del egoísmo no es compartido por los economistas al contrario de lo que manifestó Bunge. Pero esto solo seria más que nada una señalización a Bunge que una replica.